# Casa Blanqueada
Casa Blanqueada es un caserío peruano ubicado en el distrito de San Jacinto, perteneciente a la provincia y el departamento de Tumbes, al norte del Perú. 

## Ubicación
Casa Blanqueada se ubica al norte de la provincia de Tumbes, en el distrito de San Jacinto, en el departamento de Tumbes.

## Demografía
En 2017 Casa Blanqueada tenía una población de 926 habitantes.
| Gráfica de evolución demográfica de Casa Blanqueada entre 1993 y 2017 |
|                                                                       |
| Fuentes: Población 1993 y 2017                                        |